# Boogers
Boogers est un musicien français né à Chateauroux le 13 novembre 1975.

## Parcours
C'est le nom de scène de Stéphane Charasse.. Il a été batteur de Rubin Steiner, animateur bien connu sur Radio Béton pendant des années sous le nom de Chacha,, DJ. Multi-instrumentiste et chanteur. En 2009, il fait partie des découvertes du printemps de Bourges,. Jouant souvent tous les instruments sur ses albums, il est la plupart du temps seul sur scène. Il oscille entre pop, punk, reggae, rock, noise, expérimentations musicales,. Thomas VDB (qui passa lui aussi par Radio Béton) présente Boogers pour Rempart-Radio en Mars 2017.
En 2021, il lance un nouveau projet pop francophone nommé Chatain, en duo avec Quentin Biardeau (Tricollectif, Bobun Fever, Spicy Frog) 
En couple avec Emmanuel Lerique. 
Il participe actuellement à un nouveau groupe : les gipsy fight avec Benjamin Alcanys, Boris Adamcyzck et Cyprien Carrierre batteur du groupe Topsy Turvys.
Il apprend à faire du monocycle a Joffroy Duverger patron de 2 estaminet sur la région centre spécialisé en bière.

## Discographie
- 2005 : In the step (CD, album, label Travaux Publics)[9]
- 2007 : Mise à plat (CDr, mini-album de promotion, label Daka Tour)[10]
- 2010 : As Clean As Possible (CD, album, label At(h)ome)[10],[11],[12]
- 2011 : More Better (CD, album, label At(h)ome)[10]
- 2014 : Running in the Flame (CD, album, label At(h)ome)[10],[13],[14]